# Ciccio Vitaliti
Francesco Vitaliti, detto Ciccio, (Catania, 18 gennaio 1907 – Torino, 25 settembre 1990) è stato un batterista italiano.

## Biografia
Tra i pionieri del jazz e dello swing in Italia, già attivo negli anni '20 del '900, ha suonato nelle orchestre più in voga tra le due guerre, tra cui l'Orchestra Mascheroni (1924-1929), successivamente per l'orchestra diretta dal violinista Renato Rappaini (1929 - 1930), l'Orchestra Pieraldo (1934 - 1935) e infine con l'Orchestra Angelini dal 1940 sino agli inizi degli anni '60. Ha partecipato inoltre a delle jam sessions con l'Orchestra del Mestre e le orchestre Springher e Cellini (28 aprile 1947). Ha partecipato a due edizioni del Festival di Sanremo (1951 e 1952) con l'Orchestra Angelini. Dalla fine degli anni '60 sino ai primi anni '80, si è esibito in vari locali di Torino e del Ponente Ligure. Il 15 marzo 1979 partecipa al programma radiofonico "Toh chi si risente!" condotto da Carlo Loffredo. È morto a 83 anni all'Ospedale Gradenigo di Torino, ed è sepolto nel Cimitero Monumentale.

## Filmati
Documenti filmati con Ciccio Vitaliti alla batteria:
- La settimana Incom Orchestra Angelini[7]
- Nilla Pizzi e L'Orchestra Angelini Vola Colomba[8] - Arrivederci Ancora (1951) Orchestra Angelini e Nilla Pizzi[9] - Festival di Sanremo (I puntata)[10] - Il microfono è vostro, regia di Giuseppe Bennati con l'Orchestra Angelini e Nilla Pizzi (1952)[11]